# Cuvier-Canyon
Koordinaten: 64° 40′ S, 140° 0′ O
Der Cuvier-Canyon ist ein Tiefseegraben in der D’Urville-See vor der Küste des ostantarktischen Adélielands.
Benannt ist er in Anlehnung an die Benennung der benachbarten Cuvier-Insel. Deren Namensgeber ist der französische Naturforscher Georges Cuvier (1769–1832).